# Smyra
Smyra is een geslacht van vlinders van de familie spinneruilen (Erebidae), uit de onderfamilie Calpinae.

## Soorten
- S. aexonia Druce, 1890
- S. chlorolimbis Möschler, 1880
- S. parvula Walker, 1865
- S. stipatura Walker, 1858